# Istarske toplice
Koordinati:   45°22′45″N, 13°53′10″E
Istarske toplice so termalno zdravilišče in rekreacijsko središče v Hrvaškem delu Istre.
Sodobno urejen zdravstveni objekt v bujnem zelenem okolju leži v dolini reke Mirne na nadmorski višini okoli 16 mnm ob cesti Buzet-Buje. Zdravilišče izkorišča močan vir rahlo radioaktivne izotermalne natrij-kalcijske-kloridne-sulfatne mineralne vode s temperaturo na izviru do 36ºC, ki izvira pod 85 m visoko skalo. Podnebje je primorsko, s prijetnimi poletji in razmeroma toplimi zimami.
V starih pisnih virih se zdravilnost teh toplic omenja že okoli leta 400. Sodobne toplice z mednarodnim ugledom pa so postale leta 1904, ko je bil zgrajen prvi objekt, ki je nudil sprejem do 80 gostov. Pravo rast pa so toplice doživele po letu 1970, ko so  zgradili hotel in  poskrbeli za strokovno medicinsko osebje.

## Zdravljenje
Za zdravljenje se uporabljajo kopeli s termalno vodo, inhaliranje, oroševanje, blatni ovitki. Izvaja se tudi medicinska telovadba, elektroterapija in vse vrste masaž. Termalna voda je posebno koristna pri zdravljenju bolezni dihalnih organov, revmatičnih in ginekoloških bolezni, bolezni kože ter rehabilitaciji lokomotornega sestava.

## Rekreacija
Bazena (na prostem in pokrit), namizni tenis, igrišče za rokomet in mali nogomet, mini golf, kolesarjenje, sprehodi proti motovunskemu pragozdu in Motovunu.